# Molophilus corniger
Molophilus corniger là một loài ruồi trong họ Limoniidae. Chúng phân bố ở miền Cổ bắc.